# 小羽耳蕨
小羽耳蕨（学名：Polystichum parvifoliolatum）为鳞毛蕨科耳蕨属下的一个种。

## 扩展阅读
- 維基物種上的相關：小羽耳蕨